# Djupdalsbäcken
Djupdalsbäcken este o arie protejată (arie specială de conservare — SAC, sit de importanță comunitară — SCI) din Suedia întinsă pe o suprafață de 80,6 ha, integral pe uscat.

## Localizare
Centrul sitului Djupdalsbäcken este situat la coordonatele 62°45′55″N 15°56′15″E / 62.7653°N 15.9374°E.

## Înființare
Situl Djupdalsbäcken a fost declarat sit de importanță comunitară în iulie 2000 pentru a proteja 4 specii de plante. Situl a fost protejat și ca arie specială de conservare în martie 2011.

## Biodiversitate
Situată în ecoregiunea boreală, aria protejată conține 5 habitate naturale: Păduri fino-scandinave bogate în ierburi cu Picea abies, Mlaștini împădurite, Cursuri de apă de la nivel de câmpie la nivel montan, cu vegetație Ranunculion fluitantis și Callitricho-Batrachion, Taiga vestică, Mlaștini turboase de tranziție și turbării mișcătoare.
La baza desemnării sitului se află mai multe specii protejate de  plante (4): Calamagrostis chalybaea, Diplazium sibiricum, Herzogiella turfacea, Ranunculus lapponicus.